# Gabriel Thormann

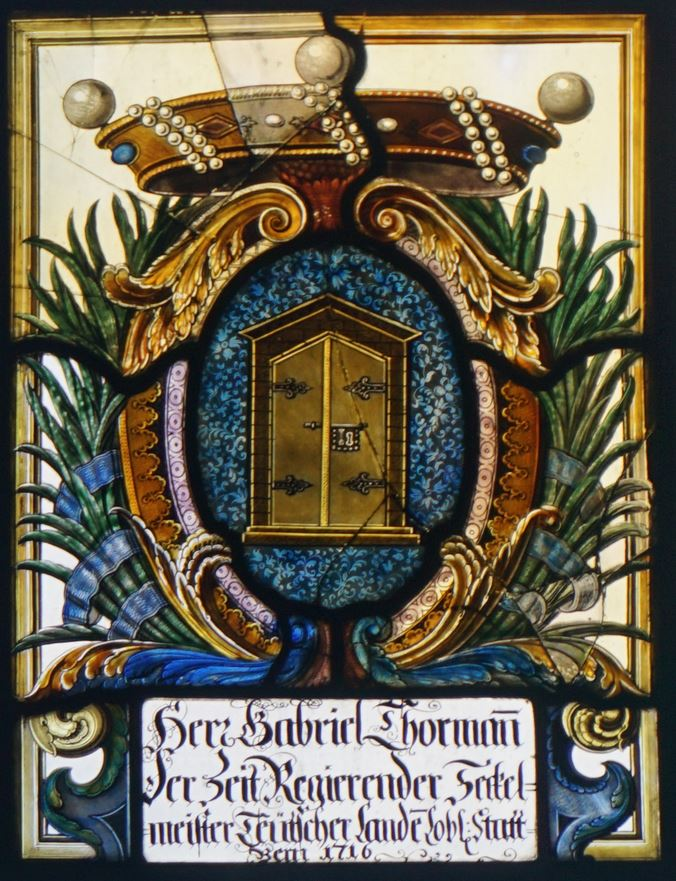
Wappenscheibe Gabriel Thormann in der Kirche Seedorf (1716)

Gabriel Thormann (getauft 14. Mai 1653 in Bern; † 14. Dezember 1716 ebenda) war ein Schweizer Unternehmer und Politiker.
Gabriel Thormann heiratete 1679 Maria Margaretha Tschiffeli. Im selben Jahr kaufte er von Georg Sonnleitner die Obrigkeitliche Druckerei  in Bern, die er durch den Faktoren Andres Hügenet leiten liess, ab 1691 war er mit seinen beiden Schwägern Daniel Tschiffeli und Gabriel Tschiffeli assoziiert. Er druckte 1684 die von Bern als offiziell proklamierte Bibel nach der Übersetzung Johannes Piscators. Die Druckermarke Gabriel Thormanns ist auf dem Titelblatt der Ausgabe des Neuen Testaments von 1684 zu finden und enthält das Motto SIC CRESCIMUS..
Thormann wurde 1680 Mitglied des bernischen Grossen Rats, in den Jahren 1693 bis 1699 war er Gubernator von Payerne, ab 1705 war er Mitglied des Kleinen Rats. 1706 bis 1711 war er Venner zu Pfistern und in den Jahren 1711 bis zu seinem Tod 1716 war er Deutschseckelmeister.